# Ozark (televíziós sorozat)
Az Ozark amerikai thriller/bűnügyi dráma sorozat, amelyet Bill Dubuque és Mark Williams készített a Netflix számára. Az első évad 2017. július 27-én jelent meg. A második évad 2018. augusztus 31-én. A harmadik évad 2020. március 27-én jelent meg. 2020. júniusában a Netflix megújította a sorozatot egy negyedik egyben utolsó évadra, amely 14 epizódból fog állni, azon belül pedig két részre lesz bontva, ennek az első része 2022. január 21-én jelent meg.
Az Ozark pozitív értékeléseket kapott a kritikusoktól. A sorozat 14 Primetime Emmy-díj jelölést szerzett, köztük a legjobb televíziós drámasorozat kategóriában. Bateman és Julia Garner 2019-ben két díjat nyertek meg, míg Bateman a legjobb rendezés egy drámasorozatban díjat szerezte meg, addig Julia Garner a legjobb női mellékszereplő egy drámasorozatban díjat hozta el. Ezenfelül Bateman két Golden Globe jelölést szerzett a legjobb színész egy drámasorozat kategóriában.
Magyarországon az első két évad 2019. február 28-án jelent meg feliratosan, míg szinkronosan 2020. január 28-án. A harmadik és negyedik évad szinkronnal és felirattal debütált.

## Cselekmény
Marty Byrde (Jason Bateman) pénzügyi tanácsadóként dolgozik Chicagóban. Házassága válságba kerül, üzlettársa manőverei pedig veszélybe sodorják mindannyiukat. Hogy mentse a helyzetet, családjával együtt a Missouri államban található Ozark tó partjára költözik, ahol kényszerűen folytatja korábbi illegális pénzügyi tevékenységét, és ebben szerepet kapnak a környék bűnöző családjai is.

## Szereplők

### Főszereplők
| Színész               | Karakter             | Magyar hang         |
| --------------------- | -------------------- | ------------------- |
| Jason Bateman         | Martin „Marty“ Byrde | Czvetkó Sándor      |
| Laura Linney          | Wendy Byrde          | Kovács Nóra         |
| Sofia Hublitz         | Charlotte Byrde      | Mentes Júlia        |
| Skylar Gaertner       | Jonah Byrde          | Neuhauser Béla      |
| Julia Garner          | Ruth Langmore        | Andrusko Marcella   |
| Jordana Spiro         | Rachel Garrison      | Pap Katalin         |
| Jason Butler Harner   | Roy Petty            | Megyeri János       |
| Esai Morales          | Camino "Del" Del Rio | Laklóth Aladár      |
| Peter Mullan          | Jacob Snell          | Petridisz Hrisztosz |
| Lisa Emery            | Darlene Snell        | Rátonyi Hajni       |
| Charlie Tahan         | Wyatt Langmore       | Ungvári Gergely     |
| Janet McTeer          | Helen Pierce         | Timkó Eszter        |
| Tom Pelphrey          | Ben Davis            | Előd Álmos          |
| Jessica Francis Dukes | Maya Miller          | Kocsis Mariann      |

### Mellékszereplők
| Színész                 | Karakter            | Magyar hang         |
| ----------------------- | ------------------- | ------------------- |
| Carson Holmes           | Three Langmore      | Berecz Kristóf Uwe  |
| McKinley Belcher III    | Trevor Evans        | Gacsal Ádám         |
| Robert Treveiler        | John Nix sheriff    | Jakab Csaba         |
| Kevin L. Johnson        | Sam Dermody         | Dénes Viktor        |
| Evan George Vourazeris  | Tuck                | Berkes Bence        |
| Trevor Long             | Cade Langmore       | Kassai Károly       |
| Michael Mosley          | Mason Young lelkész | Seszták Szabolcs    |
| Harris Yulin            | Buddy Dieker        | Kertész Péter       |
| Michael Tourek          | Ash                 | Barabás Kiss Zoltán |
| Marc Menchaca           | Russ Langmore       | Pál Tamás           |
| Josh Randall            | Bruce Liddell       | Hirtling István     |
| Christopher James Baker | Boyd Langmore       | Karácsonyi Zoltán   |
| Adam Boyer              | Bobby Dean          | Koncz István        |
| Bethany Anne Lind       | Grace Young         | Böhm Anita          |
| Sharon Blackwood        | Eugénia Dermody     | Bókai Mária         |
| Joseph Melendez         | Garcia              | Kis Horváth Zoltán  |
| Darren Goldstein        | Charles Wilkes      | Faragó András       |
| Damian Young            | Jim Rattelsdorf     | Gubányi György      |
| Nelson Bonilla          | Nelson              |                     |
| Melissa Saint-Amand     | Jade                | Sánta Annamária     |
| Pedro Lopez             | Jorge Mendoza       |                     |
| John Bedford Lloyd      | Frank Cosgrove      | Várkonyi András     |
| Joseph Sikora           | Frank Cosgrove Jr   | Baradlay Viktor     |
| Felix Solis             | Omar Navarro        | Kőszegi Ákos        |
| Marylouise Burke        | Sue Shelby          |                     |
| Madison Thompson        | Erin Pierce         | Csuha Bori          |

A szinkront a Direct Dub Studios készítette.

## Epizódok
| Évad | Évad | Epizód | Epizód            | Eredeti sugárzás    | Magyar sugárzás   | Adó |
| ---- | ---- | ------ | ----------------- | ------------------- | ----------------- | --- |
|      | 1.   | 10     | 10                | 2017. július 21.    | 2020. január 28.  |     |
|      | 2.   | 10     | 10                | 2018. augusztus 31. | 2020. január 28.  |     |
|      | 3.   | 10     | 10                | 2020. március 27.   | 2020. március 27. |     |
|      | 4.   | 14     | 7                 | 2022. január 21.    | 2022. január 21.  |     |
| 7    | 4.   | 14     | 2022. április 29. | 2022. április 29.   |                   |     |

### 1. évad (2017)
| Sor. | Év. | Cím                                       | Rendező          | Író                          | Premier                           |
| --- | --- | ----------------------------------------- | ---------------- | ---------------------------- | --------------------------------- |
| 1. | 1.  | Cukorfa (Sugarwood)                       | Jason Bateman    | Bill Dubuque & Mark Williams | 2017. július 21. 2020. január 28. |
| Marty Byrde és társa, Bruce Liddell chicagói pénzügyi tanácsadók, akik egy mexikói drogkartell pénzét mossák tisztára. Bruce és a teherszállító cég tulajdonosai, akik a készpénzt szállítják, 8 millió dollárt söpörnek le, ami miatt a kartellpartnerük, Del megöli Bruce-t, Bruce menyasszonyát, Lizt és az apa-fia teherfuvarozó cég tulajdonosait. Hogy megmentse saját életét, Marty egy promóciós szórólapot használ, amelyet Bruce mutatott meg neki, hogy ihletet adjon ahhoz a pillanatnyi kijelentéshez, miszerint az Ozark jó potenciális helyszín a mosásra, és ha hagyják élni, 500 millió dollárt mos ki öt év alatt. Del részben meggyőzve ad néhány napot Martynak, hogy pótolja a 8 millió dolláros Bruce-lopást, amit úgy tesz, hogy felszámolja minden személyes vagyonát és lezárja az összes vállalati számlát. Del ezután azt mondja Martynak, hogy költöztesse családját Ozarkékba, és bizonyítsa be állítását a 8 millió dollár kimosásával három hónap alatt. Marty felesége, Wendy viszonyt folytat Gary "Sugarwood" Silverberggel. Követi a tanácsát, hogy hagyja el Martyt, és vigye el a két gyermeküket, és annyi pénzt, amennyit csak tud, ami miatt Del megöli Silverberget, figyelmeztetve Wendyt, hogy tartsa együtt a családot. |     |                                           |                  |                              |                                   |
| 2. | 2.  | Kék macska (Blue Cat)                     | Jason Bateman    | Bill Dubuque & Mark Williams | 2017. július 21. 2020. január 28. |
| Wendy, Marty és gyermekeik megérkeznek Ozarksba, és elkezdenek találkozni a helyi lakosokkal, köztük a Langmore család több tagjával, akik abban a szállodában dolgoznak, ahol megszállnak. Marty megpróbál olyan helyi vállalkozásokat találni, amelyekbe befektethet, hogy pénzmosást kezdhessen a kartell számára, Wendy pedig házat keres. Charlotte és Jonah figyelmen kívül hagyják szüleik utasításait, hogy őrizzék a szállodai szobát, Charlotte pedig belebukik egy trükkbe, amelyet Ruth és Wyatt Langmore unokatestvérek terveztek. Ruth belép az üres szállodai szobába, és ellopja a 8 millió dollár egy részét, amelyet Martynak ki kell mosnia. Marty az életét kockáztatja, hogy visszaszerezze a készpénzt Ruthtól, Wyatt-tól és más Langmore-októl, de nyilvánvaló, hogy továbbra is bajban lesznek. Az FBI felfedezi Bruce és a vele együtt meggyilkolt többiek maradványait, ami gyanússá teszi őket Marty Chicagóból való hirtelen elköltözése miatt. Roy Petty ügynök úgy dönt, hogy követi Martyt az Ozark-ba, mert meg van győződve arról, hogy valamilyen módon benne van. Marty fontolgatja, hogy öngyilkos lesz, hogy Wendy felvehesse az életbiztosítását, és elmenekülhessen a gyerekekkel, de meggondolja magát, miután rájön, hogy a Kék Macska megfelelő hely lehet a befektetésre.                                                                 |     |                                           |                  |                              |                                   |
| 3. | 3.  | Nyugtalan álmok (My Dripping Sleep)       | Daniel Sackheim  | Ryan Farley                  | 2017. július 21. 2020. január 28. |
| Byrde-ék egy tóparti házba költöznek, míg Buddy, a halálosan beteg háztulajdonos az alagsorba költözik. Trevor Evans FBI-ügynök, Roy egykori barátja követi Roy utasításait, hogy felkeresse Byrde-éket, akik nincsenek megijedve, és továbbra is fenntartják ártatlanságukat. Byrde-ék tudomást szereztek arról, hogy Bruce pénzkiszedése közben az FBI informátora is volt. Trevor látja, hogy Roy megszállottá válik, és előrevetíti Byrde-ék folyamatos problémáit. Charlotte-nak és Jonah-nak elmondják az Ozark-hoz költözésük valódi okát, Jonah pedig online kutatást folytat, hogy többet tudjon meg a kartellről. Wendy előlegezőként és "startolóként" kap állást annál az ingatlanközvetítőnél, akivel Buddy házának megvásárlásakor foglalkozott. Charlotte állásinterjúja nem ér véget jóval, miután észreveszi Wyattet az üzlet előtt, és megbosszulja a szállodában elkövetett csalását. Marty megkezdi tevékenységét a Blue Catben (Kék Macskában), Rachel, az elsődleges tulajdonos gyanúja ellenére. Ruth felhasználja Byrdes készpénzére vonatkozó tudását, hogy rávegye Martyt, hogy fogadja fel mosogatónak a Kék Macskába, és tájékoztatja unokatestvéreit és nagybátyjait, hogy a terve az, hogy megtanulja Marty pénzmosási műveletét, majd megöli és elveszi a pénzt.                                                                                      |     |                                           |                  |                              |                                   |
| 4. | 4.  | Ma este rögtönzünk (Tonight We Improvise) | Daniel Sackheim  | Paul Kolsby                  | 2017. július 21. 2020. január 28. |
| Marty információkat gyűjt a Lickety Splitzről, egy pénzvesztő sztriptízklubról; A tulajdonos korábban elfordította, továbbra is ellenőrizni kívánja, hogy pénzmosásra fordíthassa. Jonah megtalálja egy prérifarkas tetemét, és felvágja, ami aggodalomra ad okot a szüleinek. Megkönnyebbülten tapasztalják, hogy csak a keselyűket tanulmányozta, amelyek táplálkozni jöttek. Marty felbéreli Ruthot, hogy törjön be a Lickety Splitz széfbe. A titkos munkában Roy figyeli Martyt a Kék macskában, és érdeklődik Russ Langmore, Wyatt apja és Ruth nagybátyja iránt. Bobby Deant, a Lickety Splitz tulajdonosát Ruth terve miatt letartóztatják, és Marty hozzájut a széfhez. Leadja Bobby óvadékát, és a széfből származó információkat arra használja fel, hogy kényszerítse Bobbyt a klub eladására. Jacobról és Darlene Snellről kiderül, hogy nagy heroinkereskedők, akiknek Bobby pénzt mosott. Megölik Bobbyt bosszúból a klub elvesztése miatt, és azért, hogy titkolják kábítószer-üzletüket. Marty üzleti titkokat oszt meg Jonah-val, beleértve azt is, hogyan lehet réginek tűnni a kábítószer-tranzakciókban használt új készpénzzel, hogy az összekeverhető legyen a törvényes üzletből származó készpénzzel, mielőtt elhelyezné a bankban. |     |                                           |                  |                              |                                   |
| 5. | 5.  | Sorsdöntő napok (Ruling Days)             | Andrew Bernstein | Martin Zimmerman             | 2017. július 21. 2020. január 28. |
| Bobby holtteste felbukkan Byrdes hajókikötőjénél, amit nem meggyőzően balesetnek magyaráznak. A sztriptízklub eladási iratainak másolatait bemutatva Nix seriff rájön, hogy nincs bizonyítéka arra, hogy Byrdes-éknek volt indítéka Bobby megölésére, ezért nem tesz további lépéseket. Jacob Snell megpróbálja rávenni Martyt, hogy mosson pénzt neki Lickety Splitzben. Marty látja Mason Youngot, a helyi lelkészt, amint csónakos vasárnapi istentiszteletet tart a tavon, és rájön, hogy Mason templomának építése lehetőséget jelenthet a pénzmosásra. Marty megkéri Ruth-ot, hogy vezesse a sztriptízklubot a július 4-i hétvégén, ami miatt felveszi őt teljes munkaidős menedzsernek. Olyan tettekkel javítja Bobby vezetését, mint például új alkalmazottak felvétele, amelyek Lickety Splitzből pénzkeresőt csinálnak. Roy továbbra is horgászvezetőként használja Russt, és megpróbálja megcsókolni, heves reakciót váltva ki, bár később elfogadja érzéseit, és szerelmesek lesznek. Ruth továbbra is követi bebörtönzött apja, Cade tanácsát, hogy többet tudjon meg Marty pénzmosásáról, és felfedezi a rejtekhelyet, ahol elrejtette a Chicagóból hozott 8 millió dollárt. |     |                                           |                  |                              |                                   |
| 6. | 6.  | Ruth könyve (Book of Ruth)                | Andrew Bernstein | Whit Anderson                | 2017. július 21. 2020. január 28. |
| Snellék bemutatják Martynak a működésüket, és közlik vele, hogy a tavon lévő Mason templomot használják heroinosztásra. Figyelmeztetik Martyt, hogy állítsa le a templomépítést, és hallgatólagosan megfenyegeti Mason várandós feleségét, Grace-t, ha Marty nem veszi rá, hogy folytassa a hajóalapú szolgálatokat. Del küld Wendynek és Martynak egy csomagot, amely egy szemgolyót tartalmaz, amit a pénzmosás felgyorsítására figyelmeztetnek. Úgy tűnik, Marty betartja a három hónapos határidőt a kartell 8 millió dollárjának tisztára mosására, és ő és Wendy átmenetileg kibékülnek az ünneplés jegyében. Szex közben Marty szándékosan emlékezteti őt a Sugarwooddal való találkozásra, aminek következtében felfedezte a videót, amelyet Marty magánnyomozója készített. Charlotte a Blue Cat-ben dolgozik, és visszautasítja Wyatt "turisták elleni" felkérését, hogy Zach-kel, egy chicagói turistával menjen. Elveszíti a szüzességét, de Zach másnap búcsú nélkül távozik, ami arra készteti Wyattet, hogy megmondja neki, hogy a turisták mindig elmennek, és ő most Zach is egy közülük. Ruth és Russ tervet dolgoznak ki, hogy Cade ösztönzésére megöljék Martyt. Russ elmondja Roynak, aki titokban közbelép. Rachel szembesül Martyval a Kék Macska könyveinek szabálytalanságai miatt.                                                                         |     |                                           |                  |                              |                                   |
| 7. | 7.  | Családi fészek (Nest Box)                 | Ellen Kuras      | Alyson Feltes                | 2017. július 21. 2020. január 28. |
| Mason nem fejezi be a templomépítést. Marty átadja a kartell utolsó 700 ezer dolláros készpénzét, hogy eltántorítsa Snelléket a megöléstől. Marty elmondja Masonnak, hogy Snellék kábítószer-kereskedők, és azt akarják, hogy folytassa a szolgálatot a tavon. Snellék elmondják, hogy Mason Marty azért építi a templomot, hogy tisztára moshassa a pénzt. Megértve Marty jótékonysági állításait hamisak, Mason leégeti az épület keretét. Charlotte és Jonah elkezdi az iskolát, Charlotte pedig lehangolt a család megváltozott körülményei miatt. Miután kihagyja az órákat, hogy buszra menjen Chicagóba, Ruth és Wendy utolérik, és visszahozzák. Roy meggyőzi Russt, hogy indítson csali- és kellékboltot Marty-val, mint befektetővel. Roy arról is meggyőzi Russt, hogy mondjon többet Marty meggyilkolására irányuló kísérletekben. Cade azt mondja Ruthnak, hogy ne látogassa meg többé, hacsak Marty meg nem hal. Hazatérése után Charlotte elmegy egy éjszakai úszásra. Figyelmen kívül hagyva Marty tanácsát, hogy maradjon a part közelében, messzire beúszik a tóba. Miután majdnem hagyta magát megfulladni, megérinti az alját, és rájön, hogy a víz nem olyan mély, mint gondolta. Szédülve indul vissza a partra, depressziója elmúlt. |     |                                           |                  |                              |                                   |
| 8. | 8.  | Kaleidoszkóp (Kaleidoscope)               | Ellen Kuras      | Ryan Farley                  | 2017. július 21. 2020. január 28. |
| Egy 2007-es visszaemlékezés azt mutatja, hogy Wendy és Marty vezet, amikor kiderül, hogy ismét terhes. Miközben a hírekről beszélnek, autóbalesetet szenvednek, ami vetélést okoz, ami Wendy elhúzódó depressziójához vezet. Wendy gyermekei születése után sikertelenül próbál visszatérni a munkaerőpiacra. Tapasztalt public relations munkatársként kiderült, hogy Bobby Rush korai kongresszusi kampányaiban és Barack Obama Illinois-i szenátusban végzett kampányaiban dolgozott. Del felkeresi Martyt és Bruce-t, hogy mossák ki a kartell pénzét, és miután átnézték Del főkönyveit, elutasítják, de beleegyeznek, hogy újragondolják. Marty arra számít, hogy Wendy ellenezni fog, de meglepetésére helyesli. Bruce és Marty elkötelezik magukat, hogy Delnek dolgoznak, és Del előttük ölte meg korábbi pénzügyi tanácsadóját, Louis-t. Louis nemcsak átfutott, amit Del gyanított, és Marty megerősítette a főkönyvek elemzésekor, hanem az FBI-nál is tájékoztatta Royt. Roynak állandó barátja van, és még csak az FBI-os karrierje van, de nehéz viszonya van az anyjával, aki heroinfüggő. Elégedetlen az FBI ragaszkodása miatt, hogy inkább terroristákat üldözzen, mint drogdílereket. |     |                                           |                  |                              |                                   |
| 9. | 9.  | Kávé, feketén (Coffee, Black)             | Jason Bateman    | Whit Anderson                | 2017. július 21. 2020. január 28. |
| Buddy megtanította Jonah-t lőni, és miután rájött, hogy a kartell ügynöke árnyékot vet a Byrdes-re, Jonah megkéri a Blue Cat alkalmazottját, Tuckot, hogy vegyen neki egy puskát egy szalmavásáron. Marty és Wendy korábban meggyőzték Sam anyját, Eugeniát, hogy helyezze el megtakarításait Marty új "befektetési alapjába". 900 ezer dollárja helyettesíti azt a 700 ezer dollárt, amit Marty fizetett Snelléknek. Ezzel a beáramlással időben befejezi a 8 millió dollár tisztára mosását. A kartell azonnal szállít 50 millió dollárt – az elsőt az 500 millió dollárból, amit Marty megígért, hogy elmosogat. Eugenia egy balesetben meghal, Sam pedig hozzá akar férni a megtakarításaihoz, hogy kifizesse a bonyolult temetését. Ehelyett Marty és Wendy önként fizetnek, és végül megvásárolják a temetkezési vállalatot. Roy felfedi Russnak, hogy kapcsolatuk trükk, és feljegyezte, hogy Russ beismeri, hogy megpróbálta megölni Martyt. Ez arra kényszeríti Russt, hogy besúgóvá váljon Ruth ellen, akit Roy besúgóvá kíván tenni Marty ellen. Ehelyett Russ és testvére, Boyd azt tervezik, hogy kirabolják és megölik Martyt, hogy finanszírozzák a szökésben lévő életét. Ruth gyanítja, hogy Russ meg akarja ölni Martyt. Felismerve, hogy őt fogják hibáztatni, először cselekszik, megöli Russt és Boydot ugyanazzal a módszerrel, mint korábban Marty-n próbált. |     |                                           |                  |                              |                                   |
| 10. | 10. | A díj (The Toll)                          | Jason Bateman    | Chris Mundy                  | 2017. július 21. 2020. január 28. |
| Byrde-ék megpróbálják támogatni Wyatt és Three-t, de Wyatt azt gyanítja, hogy Marty ölte meg Russt és Boyd-ot. Mason lelkiismerete miatt nem tud prédikálni a tavon. Hazaérkezik, hogy Snellék megbosszulják; Grace elment, de felfedez egy újszülöttet. Marty úgy dönt, nem biztonságos, ha a családja marad. Garcia, a kartell ügynöke megakadályozza őket a távozásban. Jonah kioson, hogy elővegye a puskáját. Amikor megpróbálja lelőni Garciát, azt találja, hogy Buddy kirakta. Buddy fegyverrel tartja Garciát, miközben Wendy és a gyerekek távoznak, majd lelövi. Rachel megtalálja az 50 millió dollár egy részét. Egy rövid találkozás után Del elhajt a készpénzzel. Del megkínozza Martyt, hogy megtudja, hol van Garcia. Marty elmagyarázza a kartellnek a Snell-heroint terjesztő tervét, miközben Snellek megengedik, hogy egy kaszinó a birtokukon a kartell pénzét mossák tisztára. Del érdeklődik, és meg akarja magyarázni Garcia halálát, ha megállapodás születik. Del és Snellék egyetértenek, de Darlene megöli Delt, amikor az rasszista sértésekre a sajátjával válaszol. Wendy és a gyerekek úgy döntenek, hogy Marty mellett maradnak, és szembenéznek a kockázatokkal, és nem menekülnek nélküle. |     |                                           |                  |                              |                                   |

### 2. évad (2018)
| Sor. | Év. | Cím                                              | Rendező          | Író                            | Premier                              |
| --- | --- | ------------------------------------------------ | ---------------- | ------------------------------ | ------------------------------------ |
| 11. | 1.  | Helyreállítások (Reparations)                    | Jason Bateman    | Chris Mundy                    | 2018. augusztus 31. 2020. január 28. |
| Darlene és Ash elhamvasztják Del holttestét a Snell farmon. Marty és Jacob elküldi Ash-t Chicagóba Del autójával és hitelkártyáival, hogy megalapozzák Del jelenlétét, lehetővé téve számukra, hogy azt állítsák, nem volt az Ozarksban. Anélkül, hogy Del tárgyalna, Marty és Snellék találkoznak Helen Pierce-szel, a Navarro Kartell ügyvédjével, hogy megbeszéljék a kaszinót. Marty megvitatja Brock Mercer állami szenátorral a kaszinóépítést lehetővé tévő jogszabályok bevezetésének lehetőségét. Mercer azt mondja Martynak, hogy menjen a "tóhoz". Marty és Wendy megtudja, hogy ez Charles Wilkes üzletember és politikai adományozó otthona. Találkoznak Wilkes-szel, és megpróbálják rávenni, hogy támogassa a jogszabályt. Helen megmutatja a Byrdes-videót, amelyen Ash Del hitelkártyáját használja Chicagóban. Elnézi Del (és Garcia) halálát, cserébe Snellék "jóvátételéért", de nem mondja el Martynak, hogy mi lesz kielégítő. Darlene ragaszkodására Snellék nem hajlandók pénzt ajánlani, de Jacob megérti, hogy egy életet kell fizetni, ezért megöli Ash-t, hogy megmentse Darlene-t. Marty és Wendy eltitkolják az igazságot Charlotte és Jonah elől, de elismerik egymásnak, hogy Ash halála elégedetté tette Navarroékat, vagyis a kaszinóprojekt még mindig él.                                                  |     |                                                  |                  |                                |                                      |
| 12. | 2.  | Jézus értékes vére (The Precious Blood of Jesus) | Jason Bateman    | David Manson                   | 2018. augusztus 31. 2020. január 28. |
| A Kansas City Maffia egy finom üzenetet küld Mercer szenátornak, ami miatt az állami szenátus támogatása megingott a kaszinótörvényhez. Marty kihasználja Buddy korábbi kapcsolatát a maffia munkatársával, Frank Cosgrove-val, hogy megegyezzen a kaszinó szakszervezeti tagságáról, ami életképes marad a projektben. Wendy részt vesz egy imareggeliben, hogy a tántorgó szenátorokat levezesse, és zsaroláshoz folyamodik. Wilkes színdarabot készít Wendynek, mint az utolsó szenátusi szavazat megszerzésének árát, de Wendy visszautasítja őt. Wendy látja Masont prédikálni Jefferson City utcáin, oldalán Zeke babával. Rachel kábítószer- és alkoholfogyasztása miatt tönkreteszi az autóját, aminek következtében Roy besúgóvá változtatja Marty ellen, és visszaküldi a Kék Macskába. Cade-et feltételesen szabadlábra helyezik, és visszautasítja az állást, amellyel Ruth rávette Martyt. Marty több felelősséget ruház Ruthra, többek között rábízza a készpénzt a kaszinónak otthont adó folyami hajó megvásárlására és áthelyezésére. Darlene keres valakit Ash helyére, és megkérdezi Jacobot, hogy örökbe fogadhatnak-e egy babát. Cade kirabol egy étkezőt, hogy megmutassa Ruthnak, hogy nem változott, és segítséget kér Marty pénzének megtalálásához.                                                                  |     |                                                  |                  |                                |                                      |
| 13. | 3.  | Aki Langmore volt... (Once a Langmore...)        | Andrew Bernstein | Alyson Feltes                  | 2018. augusztus 31. 2020. január 28. |
| A kaszinótörvény elfogadja, de Blake szenátor öngyilkos lesz. A Byrde-i üzleteket Roy kezdeményezésére állami ellenőrök zárják be, míg Byrde-ék azon tűnődnek, ki rendelte. Wilkes nagy kaszinó melletti fejlesztést akar a segélyéért cserébe, de Snellék nem adnak el több földet. Snellék, Marty és Jonah vadászni mennek, hogy megvitassák, Jonah pedig megöl egy szarvast. Snellék felgyújtják Wilkes csónakját, figyelmeztetésül, hogy hagyja abba a nyomást. Wendy lebeszéli Blake özvegyét, hogy perelje be Wilkest jogtalan halálért azzal, hogy jótékonysági szervezetet ígér Blake nevében. Rachel bizonyítékokat próbál szerezni Marty ellen, Roy pedig lopott drogokat használ. Ruth problémát okoz a hajójavító műhelyben, ahol Cade dolgozik, ami ráveszi a tulajdonost, hogy eladja, és új üzletet ad Martynak mosásra. Charlotte Wyatt-tal tölti az idejét, aki továbbra is Russ és Boyd halálán töpreng. Byrde-ék a Snell-házban vacsoráznak, hogy megünnepeljék a közeledésüket, beleértve Jonah lőtt szarvasából származó vadhúst is. Jonah arra használja fel a 10 ezer dollár felét, hogy Charlotte elrejtse a kartell 50 millió dollárját, hogy bankszámlát nyisson Michael Fleming néven, ezt az álnevet akkor kapta, amikor Byrde-ék elmenekültek Garcia halála után.                                                 |     |                                                  |                  |                                |                                      |
| 14. | 4.  | Szarvas (Stag)                                   | Andrew Bernstein | Ryan Farley                    | 2018. augusztus 31. 2020. január 28. |
| Wyatt gyanúját, miszerint Marty ölte meg Russt és Boyd-ot, tovább fokozza, hogy Charlotte beismeri, hogy Byrde-ék a helyszínen voltak. Roy nyomást gyakorol Rachelre, hogy hasznos információkat kérjen, beleértve azt, hogy a Blue Cat bár vásárlójaként adja ki magát. Rachel fürdőszobában szexel egy bárpultossal, és Martynak hívja, hogy idegesítse Royt, aki figyeli az adóját. Hogy elterelje Marty gyanúját róla, Rachel azt javasolja, hogy a Kék Macska férfija rendőr lehet. A feldühödött Roy erőszakos befejezéssel fenyegeti, ha nem hoz bizonyítékot. A Byrde-ék által tervezett állami szerencsejáték-tisztviselő megvesztegetése véget ér, amikor Wendy helyesen gyanítja a csapdát. Wendy megpróbál pénzt adni Masonnak, aki dühösen visszautasítja. Marty kevés figyelmet fordít Ruthra, miközben más problémákat kezel, ezért megbízik Rachelben, aki a kapcsolatot arra használja, hogy bizonyítékokat gyűjtsön Roy mellett. Kutatási parancsot kap a Byrde-i otthonra, ahol először azonosítja magát Martyval és Wendyvel. Sam csak a nevében vezeti a Lickety Splitz-et, mert Ruth bűnözőként nem hozható kapcsolatba Martyval a kaszinó alkalmazás állami ellenőrzése során. Buddy egészségi állapota megromlik, kórházba kerül, de hazatérés után felépül.                                                           |     |                                                  |                  |                                |                                      |
| 15. | 5.  | Játéknap (Game Day)                              | Phil Abraham     | Paul Kolsby                    | 2018. augusztus 31. 2020. január 28. |
| Az FBI megtalálja Charlotte felét az elvett 10 ezer dollárból, amit Roy felhoz Marty kihallgatása során, abban a reményben, hogy besúgó lesz. Roy arról is tájékoztatja, hogy Ruth megpróbálta megölni a dokk bekötésével, ugyanúgy, mint amikor megölte a nagybátyjait. Roy besúgónak teszi Ruthot, Helen pedig megkérdezi Byrde-éket, hogy megbízhat-e benne. Marty tétovázik, mielőtt igent mondana, majd rohan, hogy figyelmeztesse Ruthot. Ruth beismeri, hogy megpróbálta megölni Martyt, de azt mondja, nem próbálkozik újra, mert a körülmények megváltoztak, ezért kezeskednek érte, de Helen társai vízi kihallgatásnak vetik alá Ruthot. Ruth nem ropog, Helen pedig elmondja Martynak, hogy lenyűgözi Ruth keménysége. Marty emlékezteti Wendyt, hogy megcsalta, Charlotte pedig meghallja, és értesíti Jonah-t. Charlotte és Jonah megbeszélik, hogy a megmaradt pénzből egy furgont vásárolnak és elmenekülnek. Helen azt mondja Snelléknek, hogy égessék el a pipacsukat, hogy Roy ne találjon bizonyítékot, de Darlene ellenáll. Wendy elhozza Darlene örökbefogadási adatait, ami egy trükk, amellyel Buddy hozzáférhet a Snell-farmhoz, és felgyújthatja a mezőt. |     |                                                  |                  |                                |                                      |
| 16. | 6.  | Külső sötétség (Outer Darkness)                  | Phil Abraham     | Ning Zhou                      | 2018. augusztus 31. 2020. január 28. |
| Buddy meghal Wendy autójában, amint elhagyják a Snell-farmot, és Byrde-ék megszerveznek egy bonyolult temetést. Jonah Buddy Rolodexét használja, hogy felvegye a kapcsolatot a barátaival, és a nagy tömegben Frank és Kansas City-i társai is ott vannak. Roy rajtaütést vezet a Snell-farmon, és Jacob azt állítja, hogy a leégett mező szándékosan irányított tűz volt. Roy gúnyolódik, de elragadtatva találja az eltemetett csontokat. Mason visszatér abban a reményben, hogy a csontok között Grace maradványai is megtalálhatók, és Zeke-t önkéntesként DNS-vizsgálatra kéri. Marty és Snellék felderítenek több Snell őst, és maradványaikkal pótolják az FBI által talált csontokat, így ledobják a vizsgálati eredményeket, és lehetővé teszik Jacob számára, hogy azt állítsa, hogy a hatóságok meggyalázták családja ősi temetkezési helyeit. Roy kihallgatja Wilkest, aki felajánlja, hogy Wendy védelméért cserébe tájékoztat Martyról, de a nő nem hajlandó elhagyni Martyt. Ruth beleegyezik, hogy segít az apjának az illegális tevékenységeiben, és úgy dönt, hogy Martyval való együttműködés nem fogja meghozni a remélt hosszú távú hasznot. Marty megígéri Rachelnek, hogy miután a kaszinót jóváhagyják, visszaadja neki a Kék Macskát. Megcsókolja Martyt, hogy ne árulja el többet, majd kiderül, hogy drótot visel. |     |                                                  |                  |                                |                                      |
| 17. | 7.  | Egy út ki (One Way Out)                          | Alik Sakharov    | Martin Zimmerman               | 2018. augusztus 31. 2020. január 28. |
| Marty azt akarja, hogy Rachel továbbra is a Kék Macskában dolgozzon, és arra használja, hogy téves információkat tápláljon Roytól. Wendy Rachel és Marty kapcsolatában gyanakszik. A rendőrség állami őrizetbe veszi Zeke-t, ami arra készteti Masont, hogy elrabolja Wendyt, és otthona pincéjében tartsa, miközben Marty segítségét kéri Zeke visszaszerzésében. Cade és Ruth megpróbálják ellopni a FLIR rendszert egy drága hajóról, és eladják egy feketepiaci vevőnek. A tulajdonos váratlanul hazakerült, így üres kézzel menekülni kényszerül. Ruth elmondja Cade-nek, hogy úgy véli, Marty kartellpénzét a temetkezési vállalatnál rejtették el, és beleegyezik, hogy segít neki ellopni. Martynak és Wilkesnek sikerül visszahoznia Zeke-t az állami őrizetből. Marty elviszi Masonhoz, de végül megöli Masont egy konfrontáció során. Marty és Wendy kitakarítják Mason házának pincéjét, és elhamvasztják a holttestét a temetkezési irodában, majd hazaviszik Zeke-t állítólagos nevelt gyermekként. Byrde-ék a babát arra használják, hogy segítsenek előadni egy tetszetős családi imázst egy hírinterjú során, amelyet egy PR-képviselő szervezett, hogy pozitív tudósítást alkossanak a kaszinóprojektről. |     |                                                  |                  |                                |                                      |
| 18. | 8.  | A végső álom (The Big Sleep)                     | Alik Sakharov    | David Manson                   | 2018. augusztus 31. 2020. január 28. |
| Mivel Roy már nem ad kábítószert Rachelnek, heroint vásárol és túladagol. A Navarrok által forgalmazott heroin fentanillal van megtűzdelve, és számos OD-t a Snellekhez vezetnek; Darlene bosszúból szúrta ki, amiért a kartell ragaszkodott a mákföld felgyújtásához. A Navarrók lesben tartják a Snelleket. Ruth és Cade betörnek a temetkezési irodába, de nem találnak készpénzt. Wyatt-et kizárják, mert segített Jonahnak egy iskolai verekedés során, de Marty visszavonul, így életben marad Wyatt esélye a Missouri Egyetemre való felvételre. Charlotte ellop egy drága könyvet Wyattnak, amit a férfi visszautasít, és elmagyarázza a büntetés egyenlőtlenségét, ha Langmore-t hibáztatják valaki helyett, mint ő. Wendy a Jonah által létrehozott mosodai hálózatot használja fel, hogy adakozzon Wilkes jótékonysági szervezetének. Amikor Wendy közli vele, hogy kartellpénzt fogadott el, rájön, hogy megzsarolják, hogy továbbra is támogassa a kaszinóprojektet. Marty megtudja, hogy Roy anyja függő, és egy Navarro munkatársa drogokkal látja el. Roy hazatér, hogy gondoskodjon róla, így Marty elküldheti Rachelt Miamiba függőségi kezelésre. Miután vásárolt egy furgont, és abban lakott, hogy távol maradjon otthonától, Charlotte tájékoztatja szüleit emancipációs vágyáról.                                       |     |                                                  |                  |                                |                                      |
| 19. | 9.  | A zaklató (The Badger)                           | Ben Semanoff     | Paul Kolsby & Martin Zimmerman | 2018. augusztus 31. 2020. január 28. |
| Charlotte ügyvédet fogad fel emancipációs ügyében. Jacob és Darlene túléli a csapást, bár Jacob megsebesül. Marty és Helen tájékoztatják Jacobot, hogy a part menti jogok és a kiváló birtok lehetővé teszi a kormány számára, hogy földet foglaljon el a kaszinó számára, ha Snellék nem adják el. Jacob beleegyezik, és úgy dönt, hogy megöli Darlene-t, hogy megőrizze a békét. Ahogy megmozdul, hogy leszúrja őt a reggeli sétájukon, hirtelen összeesik. Darlene elmondja neki, hogy kitalálta a tervét, és megmérgezte a kávéját, és szerelmet esküdnek egymásnak, mielőtt meghal. Wilkes megszervezi Byrde-éket, hogy találkozzanak a játékbiztosokkal, az elnök pedig egy nem szakszervezeti oldalt kér a támogatásáért cserébe, amibe Marty beleegyezik, bár tudja, hogy Frank dühös lesz. A kaszinót jóváhagyják, és Marty megszervezi a családja számára a kilépést, ami magában foglalja Ausztráliába menekülést, és a kartellügyletet Ruth kezében hagyja, amibe Ruth beleegyezik. Cade és Wyatt kirabolják Lickety Splitzet, Ruth pedig nem azonosítja őket a seriff előtt, de megpróbálja visszaszerezni és visszaadni a pénzt. Wyatt-ot felvették a főiskolára; nem biztos benne, hogy elmegy-e, de Ruth elhatározza, hogy elküldi őt, hogy megóvja a bűnös élettől.                                                           |     |                                                  |                  |                                |                                      |
| 20. | 10. | Az Aranypart (The Gold Coast)                    | Amanda Marsalis  | Chris Mundy                    | 2018. augusztus 31. 2020. január 28. |
| Roy visszatér, hogy befejezze a függőben lévő ügyeit a chicagói átigazolása előtt. Horgászni megy, és szembekerül Cade-del, aki megöli Royt és elsüllyeszti a testét. Darlene Zeke-t akarja, és figyelmeztetésképpen leborotválja Jonah fejét, kényszerítve Byrde-éket, hogy átadják Zeke-et. Marty bemutatja Ruthnak a családja távozására készülő kartell üzletmenet részleteit, beleértve a kartell 50 millió dolláros értékének – Buddy mauzóleumának – helyét. Cade tudta, hogy felismerték, miközben Roy autóját rejtette el, ezért azt tervezi, hogy elmenekül, mielőtt letartóztatják. Pénzért próbálja megzsarolni Ruth-ot azzal, hogy megfenyegeti, hogy elmondja Wyattnak, hogy ő ölte meg Russt és Boyd-ot. Ehelyett Ruth elmondja Wyattnak, aki dühében elhajt. Mérges, amiért Cade megtámadta Charlotte-ot, miközben megpróbálta megtalálni Marty pénzét, ezért Wendy 500 ezer dollárt ajánl neki, hogy hagyja el a várost. Elveszi és elhajt, de a fizetés csak csel, és Nelson megöli őt egy lesben. A kaszinó megnyitó ünnepségén Helen elmondja Byrde-éknek, hogy visszatér Chicagóba. Wendy elmondja Martynak, hogy a család nem menekül az Aranypartra, mert itt biztonságosabb maradni. Frank felrobbantja Marty irodáját, figyelmeztetésül, hogy oldja meg a szakszervezeti és nem szakszervezeti munkaügyi kérdést.     |     |                                                  |                  |                                |                                      |

### 3. évad (2020)
| Sor. | Év. | Cím                                            | Rendező         | Író              | Premier                             |
| --- | --- | ---------------------------------------------- | --------------- | ---------------- | ----------------------------------- |
| 21. | 1.  | Háború (War Time)                              | Jason Bateman   | Chris Mundy      | 2020. március 27. 2020. március 27. |
| A Navarrok részt vesznek egy kartellháborúban Mexikóban. Marty és Ruth a Missouri Belle kaszinói tevékenységét irányítja, Wendy és Charlotte pedig a PR-t. Jonah aranygazdálkodóként keres pénzt. Charlotte ragaszkodik ahhoz, hogy Marty és Wendy párterápián vegyenek részt, de Marty titokban fizet a terapeutának a színlelt ülésekért. Wendy azt javasolja, hogy a Navarro kartell törvényes üzletekké terjeszkedjen, de Marty túl kockázatosnak tartja a tervet. A kartell rábírja Helen-t, hogy megállapítsa, tud-e volt férje, Gene valami terhelőt róla. Helen ragaszkodik ahhoz, hogy nem, ezért elengedik. Miután részt vett egy új anyák csoportjában, Darlene levágja egy másik anyuka autójának gumiját. Wyatt üres otthonokba tör be, hogy éljen, és megtagadja a készpénzt, amit Ruth biztosít. Letartóztatják, és visszautasítja Ruth óvadékát. Darlene kihallgatja, letétbe helyezi Wyatt óvadékát, és a farmján alkalmazza. Charlotte ad Jonah-nak egy drónt, amelyet a Byrde otthon biztonságának javítására tervez használni. Marty új pénzmosási módszert dolgoz ki, hogy elkerülje az FBI ellenőrzését. Wendy és Helen Chicagóban találkozik Navarroval, aki jóváhagyja Wendy terjeszkedési tervét. Ruth megtámadja Frank Cosgrove Jr.-t, amiért rakoncátlanná vált egy Missouri Belle pókerjátékban. Wendy megrongálja a Byrde család régi otthonát.                                                                             |     |                                                |                 |                  |                                     |
| 22. | 2.  | Élettársi kapcsolat (Civil Union)              | Jason Bateman   | Martin Zimmerman | 2020. március 27. 2020. március 27. |
| Wendy bátyja, Ben tanít, amikor a diákok elkezdenek megosztani egy digitális fényképet, ezért telefonjaikat egy faaprítóba dobja, majd megverekedteti magát annak kezelőjével. Marty és Ruth bocsánatot kérnek Frank Jr. apjától, amiért Ruth megtámadta Frank Jr.-t, és megegyeznek abban, hogy a kaszinó nyereségének nagyobb százalékát békeajánlatként. Helen és lánya, Erin nyárra az Ozarkba költöznek, de Gene ragaszkodik ahhoz, hogy fiuk, Seth maradjon vele. Marty és Wendy ajánlatot tesz Carl és Anita Knarlsonnak a St. Joseph-i Big Muddy kaszinójukra, de Marty titokban rábeszéli Carlt, hogy mondjon le. Ben hosszabb látogatásra érkezik. Marty fizet Frank Jr.-nek egy tűzvészért, amely bezárja Knarlsons versenytársát, ami arra készteti Anitát, hogy elutasítsa Helen és Wendy új ajánlatát. Navarro felhívja Wendyt, hogy megkérdezze, rossz előjel-e a szobalány balesete, és hálás, ha megnyugtatja. Darlene a halott Jacobbal beszél arról, hogy mennyire dühös volt, miután meglátta Wendyt, Wyatt pedig bevallja, hogy néha beszél halott apjával. Ruth és Wendy a Big Muddy's játékgépeket állandó kifizetésekért szerelik fel, így Knarlsonék eladják. Helen megverte Gene-t. Trevor tájékoztatja Marty-t, hogy az FBI ellenőrizni fogja az összes Byrde üzletet. |     |                                                |                 |                  |                                     |
| 23. | 3.  | Itt járt Kevin Cronin (Kevin Cronin Was Here)  | Cherien Dabis   | Miki Johnson     | 2020. március 27. 2020. március 27. |
| Wendy arról álmodik, hogy megöli Martyt. Knarlsonék nem hajlandók eladni szállodájukat. Marty és Ruth terve, hogy tisztálkodjanak a Big Muddy kaszinóban, véget ér, mert Wendy felújítás miatt bezárja. Frank Sr. tudatja Wendyvel, hogy Marty gondoskodott a tüzet. Helen elmondja Martynak, hogy Navarro nem akarja, hogy a Big Muddyt mosásra használják. Wendy azt mondja Carlnak, hogy minden szükséges eszközzel meg kell szereznie Anita beleegyezését az eladáshoz. Helen megkérdezi Ruthtól, hogy irányíthatná-e a Missouri Belle-t Marty nélkül. Ruth igent mond, majd elmondja Martynak a beszélgetést. Carl és Anita veszekednek, és Anita a halálba zuhan. Marty mosodai megállapodást dolgoz ki a REO Speedwagonnal, amikor a kaszinóban játszanak. Wendy provokálja Darlene-t, hogy megütje őt, ezzel okot adva Wendynek Zeke őrizetbe vételére vonatkozó tárgyalásra. Maya Miller FBI-ügynök olyan alkut ajánl Martynak, amely lehetővé teszi számára, hogy 18 hónapnyi bebörtönzés után az FBI-nál dolgozzon. Trevor azonosítja Tommyt a kaszinó egyik gyújtogatójaként, és közreműködik. Marty figyelőszoftvert használ, amikor Wendy felhívja Navarrót, hogy jelentse a szálloda megvásárlását. Navarro elmondja neki, hogy kapcsolatuk veszélyben van. Marty közli Mayának, hogy elfogadja. A kartell ügynökei elrabolják Martyt, és meghiúsítják Ruth és Ben üldözését.                                                             |     |                                                |                 |                  |                                     |
| 24. | 4.  | A főnökök csatája (Boss Fight)                 | Cherien Dabis   | John Shiban      | 2020. március 27. 2020. március 27. |
| Martyt Navarro mexikói otthonába viszik. Ben elmondja Wendynek, hogy Martyt elvitték. Wendy elmondja Bennek az igazat arról, hogy kinek dolgoznak. Ben elmondja Charlotte-nak és Jonah-nak az igazat, hogy hol van Marty. Helen megtudja Mendozától, hogy Navarro teszteli őket, hátha tudnak Marty nélkül mosni. Miközben Marty egy cellában van, visszaemlékezik gyermekkorára, apja kórházi szobájára. Navarro megkérdezi Martyt, miért kémkedik Wendy után. Marty bevallja, hogy fél tőle. Navarro azt mondja, hogy csodálja Wendyt, mert világosan fogalmazott a céljával kapcsolatban – „mindent akar”. Ruth mosodai csapatot hoz létre a Missouri Belle-ben, amelyben Ben is van. Charlotte bevallja Helennek, hogy tud szülei bűnözői tevékenységéről. Helen figyelmezteti, hogy ne mondja el Erinnek. Ruth rájön, hogy az egyik fiókjuk gyanús tevékenység miatt le van zárva. Marty megmutatja Navarrónak, hogyan szerezheti vissza az irányítást felette. Navarro ismételt kérdésére válaszolva: "Mit akarsz?" Marty végül azt mondja, hogy csak akkor akar mosni, ha azt mondja, hogy biztonságos. Köszönetet szeretne kapni Navarro készpénzének tisztára mosásában nyújtott kiváló szakértelméért. Egy kartellautó visszaküldi Martyt a Byrde család otthonába. |     |                                                |                 |                  |                                     |
| 25. | 5.  | Michoacánból érkezett (It Came from Michoacán) | Amanda Marsalis | Laura Deeley     | 2020. március 27. 2020. március 27. |
| Wendy elmagyarázza Martynak Ruth mosodai csapatát ("smurfing"). A fokozatos megszüntetés részeként Wendy megkéri Samet, hogy szándékosan veszítsen egy nagy összeget a kaszinóban, és fizesse vissza készpénzben. Ruth azt mondja Frank Jr.-nak, hogy hagyja abba a hitelezést, mert Marty terve magában foglalja a hitelkeretek kiterjesztését az ügyfelekre. Navarro utasítja Wendyt és Martyt, hogy vásároljanak egy Kentucky-i lófarmot. Erin ragaszkodik ahhoz, hogy lássa Tommyt, a Cosgrove alkalmazottját, aki segített felgyújtani a kaszinót. Felismeri Helen nevét, és leskelődik a Byrde-házban. A Cosgrove alkalmazottai egy csepp Navarro készpénzt adnak Ruthnak, bezárják a teherautóba, és elviszik egy zúzódásos körútra. Wyatt az őrizetbe vételi tárgyaláson fekszik, így Darlene megtartja Zeke-et. Wendy olyan információkhoz jut Mayáról, amelyek megvesztegethetetlennek mutatják, de Marty nyílást lát. Darlene és Wyatt szexuális kapcsolatot kezdenek. Darlene újraindítja heroin üzletét. Wendy megkéri a terapeutát, Sue-t, hogy segítsen Martyt úgy manőverezni, hogy megegyezzen Wendyvel. Ben madármagba borítja Frank Jr. autóját, és egy madárcsapat jelentős károkat okoz. Helen megadja Marty ügyfélnek azokat az információkat, amelyeket Maya csalására használ. A Navarro ügynökei a lófarmban megheréltetik a Navarro ellenségének, Lagunásnak a díjazott ménesét. Marty úgy tesz, mintha együttműködne Mayával. |     |                                                |                 |                  |                                     |
| 26. | 6.  | Su Casa Es Mi Casa (Su Casa Es Mi Casa)        | Ben Semanoff    | Paul Kolsby      | 2020. március 27. 2020. március 27. |
| Marty és Wendy felfedik illegális tevékenységeik részleteit egy heves terápia során. Marty elköltözik. Darlene elmondja Helennek, hogy újraindítja a heroinüzletét. Erin ragaszkodik ahhoz, hogy lássa Tommyt, és egy buli egy elszigetelt öbölben Jonah, Charlotte és Erin letartóztatásával végződik. Helen és Wendy vitatkoznak Erin tevékenységéért való felelősségről. Tommy beszámol Trevornak az erőfeszítéseiről, hogy bizonyítékokat szerezzen Byrde-ék ellen. Ruth és Ben együtt töltenek egy éjszakát, és Ben nem képes teljesíteni, ami miatt abbahagyja a bipoláris betegség elleni gyógyszere szedését. Wendy jótékonysági alapítvány létrehozását tervezi. Darlene és Wyatt megpróbálják felvenni Three, hogy felügyeljék Darlene pipacsait. Három mesél Ruthnak Darlene és Wyatt életviteléről. Wyatt azt mondja Ruthnak, hogy nem vet véget. Martyt megfigyelik, Byrdeék pedig az ebédlőjükben töltik az éjszakát, hogy a Navarro ügynökei őrt állhassanak. Másnap Helen jelenti, hogy a Marty megfigyelésére használt terepjárók Chicagóba tartanak. Ben és Jonah Jonah drónjával nézi Ruthot a következő Cosgrove-i készpénzesés során. Ugyanazok a terepjárók gyorsan közelednek, és Ben figyelmezteti Ruthot, aki elrejtőzik, mielőtt megérkeznének. Az utasok lelövik Frank Jr. embereit, majd felrobbantják Frank teherautóját.                                                                                                   |     |                                                |                 |                  |                                     |
| 27. | 7.  | Vészhelyzetben (In Case of Emergency)          | Alik Szaharov   | Ning Zhou        | 2020. március 27. 2020. március 27. |
| Trevor és Maya interjút készít Ruth-tal, aki tagadja, hogy tudomása van a kamiontűzről és a gyilkosságokról. Marty elmondja idősebb Franknek, hogy a támadást a Lagunáék hajtották végre. Trevor és Maya azzal vádolják Martyt, hogy megszervezte, mert tudta, hogy Tommy informátor, amit Marty tagad. Frank Jr. elmondja Ruthnak, hogy Trevor és Maya őt vádolták a támadással, amit Ruth tagad. Wendy meggyőzi Navarrót arról, hogy Byrdes terve, hogy törvényes vállalkozásokká terjessze ki vállalkozását, továbbra is életképes. Miután Maya megkérdezi Samet a veszteségeiről, Sam felhívja Martyt, aki megígéri, hogy megóvja őt a bajtól. Frank Jr. megtámadja Ruthot, aki kórházba kerül, ezért Marty megszakítja kapcsolatát Frank Sr.-vel. Erin visszautasítja anyja kérését, hogy térjen vissza Chicagóba. Felismerve, hogy politikailag ambiciózus, Wendy megadja Andrew Wade-nek azokat az információkat Helen ügyfeléről, amelyeket Maya nem volt hajlandó elfogadni. Wyatt elmondja Darlene-nek, hogy Ruth ölte meg Russt és Boydot, Darlene pedig beismeri, hogy ő ölte meg Jacobot. Helen aggódik amiatt, hogy Sue tud a Byrdes-ről, és megkéri Nelsont, hogy ölje meg, és távolítsa el Byrdes aktáit a feljegyzéseiből. Ruth elmondja Martynak és Wendynek, hogy meg akarja ölni Frank Jr.-t, de Marty visszautasítja. Wyatt meglátogatja Ruthot otthon, és Byrde-éket okolja Langmores gondjaiért.                                  |     |                                                |                 |                  |                                     |
| 28. | 8.  | Örök barátság (BFF)                            | Alik Szaharov   | John Shiban      | 2020. március 27. 2020. március 27. |
| Sue nincs otthon, és Marty rájön, hogy megölték. Erin, Charlotte és Jonah közösségi szolgálatot végeznek. Helen megerősíti Wendy-nek, hogy Sue meghalt, és azt mondja, hogy belefáradt a Byrdes utáni takarításba. Marty tájékoztatást ad Mayának egy újabb pénzügyi csalásról, de Maya nem hajlandó elfogadni. Wendy Wade szenátornak adja, aki Clay különleges ügynöknek adja. Clay kritizálja Maya elutasítását, és visszaparancsolja Washington DC-be, amikor lejár a Byrdes-ek kivizsgálására vonatkozó parancsa. Ben elhajt Ruth teherautójával a teherszállító cég őrei mellett, hogy eljusson Frank Jr.-hoz, de több alkalmazott is megjelenik, és sietve visszavonulni kényszerül. Ezt követően Ben részeg lesz egy bárban, és megtámad egy másik vásárlót. Ben szembeszáll Martyval és Wendyvel a jótékonysági indítópartin, megüti Martyt, és elkötelezi magát az állami elmegyógyintézetben. Ruth meglátogatja Bent, aki elmondja neki, hogy rájött, hogy Wendy megölte Cade-et. Helen elmondja Navarrónak, hogy Wendy és Marty kötelezettségek, Navarro pedig azt mondja neki, hogy tegye azt, amit a legjobbnak lát. Darlene ráveszi Nixet, hogy engedje szabadon Bent, cserébe azért, hogy Nix helyettesei ne vegyenek részt Darlene drogüzletében. Ben elmegy Helen házába, ahol szembeszáll Helennel és Erinnel. |     |                                                |                 |                  |                                     |
| 29. | 9.  | Nosztalgikus pillanatok (Fire Pink)            | Alik Szaharov   | Miki Johnson     | 2020. március 27. 2020. március 27. |
| Egy taxiban Helennel és Erinnel való összecsapását követően Ben egy elnyújtott, összefüggéstelen monológot folytat. Marty elmegy Ruthhoz, és megkérdezi, miért dolgozott Ben szabadon engedésén. Ben megérkezik, és bevallja, hogy Helen házába ment. Ruth elrejti Bent Darlene-nél. Erin szembeszáll Charlotte-tal és Jonah-val, és elismerik, hogy Bennek igaza van. Erin elmondja Helennek, hogy tudja az igazságot Helen munkájáról, és visszatér Chicagóba. Felismerve, hogy sebezhetőek, mert Ben felfedte Helent Erinnek, Marty és Wendy összeesküdt, hogy megmutassák Navarrónak, hogy értékesebbek neki, mint Helen. Ben elhagyja Darlene-t, hogy szerelmét fogadhassa Ruthnak. Nelson követi őt a kaszinóba, így Marty kivezeti Bent egy oldalsó kijáraton. Nelson hazakíséri Ruthot, és Ruth kihívja Cade meggyilkolásával kapcsolatban. Marty hirtelen megnöveli a kaszinó nyereségét, ami okot ad Mayának, hogy a városban maradjon, és folytassa a Byrdes-ek auditálását. Ben Wendyvel menekül, de magához hívja a rendőrséget. Wendy lebeszéli a rendőröket, hogy letartóztatják. Ben felhívja Helent, hogy bocsánatot kérjen, de Wendy befejezi a hívást, mielőtt Helen megtudja Ben tartózkodási helyét. Wendy elhagyja Bent egy étteremben, majd összetörik, amikor telefonál Martynak. Ben látja Nelson érkezését. |     |                                                |                 |                  |                                     |
| 30. | 10. | Mindent egy lapra (All In)                     | Alik Szaharov   | Chris Mundy      | 2020. március 27. 2020. március 27. |
| Ben holttestét elhamvasztják a ravatalozóban. A Lagunas kartell tagjai megtámadják Navarro fiának megkeresztelkedését. Helen elmondja Navarrónak, hogy át akarja venni a Byrde-i üzleteket. Maya letartóztatja Samet pénzmosás gyanúja miatt. Ruth és Wendy azon vitatkoznak, hogy okolják Ben és Cade halálát. Ruth felhagy Martyval. Wendy elismeri, hogy felhívta Ben tartózkodási helyét. Marty azzal vigasztalja, hogy egyetért azzal a tervével, hogy Navarro meglátja az értéküket. Wendy és Marty rájönnek, hogy a kartellháború lezárásával lehet megnyerni Navarrot. Marty állóképeket közöl Jonah drónvideójáról a Cosgrove teherautója elleni Maya elleni támadásról, aminek eredményeként a Lagunas tagjait letartóztatták. Darlene megbosszulja Ruthot azzal, hogy nemi szerven lövi Frank Jr.-t. Ezután Frank Sr.-t bevonja a vállalkozásába békeajánlatként. Jonah fegyverrel szembesíti Helent Ben halálával kapcsolatban, de Helen lebeszéli a lövöldözésről. Maya elmondja Martynak, hogy Trevor átadott Helennek Marty Mayának tett vallomásának másolatát. Navarro megköveteli Wendytől, Martytól és Helentől, hogy vegyenek részt fia második mexikói keresztelőjén. Érkezéskor Nelson kivégzi Helent, Navarro pedig elmondja Martynak és Wendynek, hogy ez a kezdete a hármuk közötti fokozott együttműködésnek. |     |                                                |                 |                  |                                     |

### 4. évad (2022)
| Sor.    | Év.     | Cím                                                  | Rendező          | Író                                    | Premier                           |
| 1. rész | 1. rész | 1. rész                                              | 1. rész          | 1. rész                                | 1. rész                           |
| ------- | ------- | ---------------------------------------------------- | ---------------- | -------------------------------------- | --------------------------------- |
| 31.     | 1.      | A vég kezdete (The Beginning of the End)             | Andrew Bernstein | Chris Mundy                            | 2021. január 21. 2022. január 21. |
| 32.     | 2.      | Hadd forogjon a nagyvilág (Let the Great World Spin) | Andrew Bernstein | Laura Deeley                           | 2021. január 21. 2022. január 21. |
| 33.     | 3.      | Vegyük be a várost! (City on the Make)               | Andrew Bernstein | Martin Zimmerman                       | 2021. január 21. 2022. január 21. |
| 34.     | 4.      | Fordul a kocka (Ace Deuce)                           | Alik Sakharov    | John Shiban                            | 2021. január 21. 2022. január 21. |
| 35.     | 5.      | Valószínű magyarázat (Ellie)                         | Alik Sakharov    | Paul Kolsby                            | 2021. január 21. 2022. január 21. |
| 36.     | 6.      | A vér szava (Sangre Sobre Todo)                      | Robin Wright     | Michael M. Chang és Jed Rapp Goldstein | 2021. január 21. 2022. január 21. |
| 37.     | 7.      | Megszentelve (Sanctified)                            | Robin Wright     | Miki Johnson                           | 2021. január 21. 2022. január 21. |

## Fogadtatása
Az Ozark pozitív kritikákat kapott. Az IMDb-n 8.4 pontot ért el a 10 pontból, a FilmAffinity oldalán 7.2 ponttal rendelkezik, míg a TV.com oldalán 8.5 pontot ért el.
A pozitív kritikák ellenére az Ozark második évada felkerült a kritikusok által készített "leginkább csalódást keltő sorozatok" listájára.
A sorozatnak PORT.hu adatlapja is van, ezen az oldalon 8,4 pontot ért el a maximális 10-ből.